# Tuula Haatainen
Tuula Irmeli Haatainen, född 11 februari 1960 i Tuusniemi, är en finländsk socialdemokratisk politiker och sedan 10 december 2019 Finlands arbetsminister i regeringen Marin. Hon har varit ledamot av Finlands riksdag 1996–2007 och återigen sedan 2015.  Hon var undervisningsminister i regeringarna Jäätteenmäki och Vanhanen I 2003–2005 samt social- och hälsovårdsminister i regeringen Vanhanen I 2005–2007.
Haatainen gjorde comeback i riksdagsvalet 2015 med 6 662 röster från Helsingfors valkrets.

## Utmärkelser
- Kommendörstecknet av Finlands Vita Ros’ orden,  6 december 2005[4]
- Riddare av Hederslegionen,  6 april 2018[5]
- Krigsinvalidernas förtjänstkors[6]

[Redigera Wikidata]